# La Iglesia de Jesucristo de los Santos de los Últimos Días
La Iglesia de Jesucristo de los Santos de los Últimos Días es una organización religiosa y confesión cristiana restauracionista fundada por el estadounidense Joseph Smith el 6 de abril de 1830, en el oeste del estado de Nueva York. Fundada durante el Segundo Gran Despertar, la iglesia tiene su sede en Salt Lake City, Utah, y ha establecido congregaciones y construido templos en todo el mundo. En 1831, la iglesia se trasladó a Kirtland, Ohio (límite este de Sion), y comenzó a establecer un puesto de avanzada en el condado de Jackson en Misuri, donde planeaba finalmente mover la sede de la iglesia (centro de Sion).
Esta organización también se conoce informalmente como Iglesia mormona (apodo derivado del Libro de Mormón) o Iglesia SUD (acrónimo de «Santos de los Últimos Días»), dichos nombres no son autorizados por la organización y no recomiendan su uso. Sus miembros se hacen llamar «miembros de La Iglesia de Jesucristo de los Santos de los Últimos Días» o «miembros de la Iglesia de Jesucristo».
Sus textos sagrados, además de la Biblia, son el Libro de Mormón, Doctrina y convenios y la Perla de gran precio. Estos últimos libros son objeto de duras críticas por parte de diversas denominaciones protestantes y católicas más cercanas al cristianismo tradicional e histórico, algunas de las cuales no reconocen los bautismos practicados por esta Iglesia.
Tras la muerte de Joseph Smith, fueron surgiendo simultáneamente otras corrientes entre algunos miembros de la Iglesia, como por ejemplo la Comunidad de Cristo, con sus propios presidentes y congregaciones. Años  después surgieron ciertas ramas que se autoconsideran «fundamentalistas», como la Iglesia fundamentalista de Jesucristo de los Santos de los Últimos Días, que mantienen la práctica de la poligamia, originalmente practicada por Smith. Todas estas son consideradas apóstatas por la iglesia con sede en Utah.
Esta Iglesia actualmente posee alrededor de 16 millones de miembros y 65 mil misioneros distribuidos en 30 mil congregaciones (denominados Estacas, Barrios y/o Ramas) ubicadas en alrededor de ciento cuarenta países. El 46 % de los miembros reside en Estados Unidos y Canadá, y el 38 % en América Latina. Su centro religioso y espiritual es Salt Lake City, capital del estado de Utah, de manera análoga a Ciudad del Vaticano para los católicos. En dicho estado, donde también se encuentran el Coro del Tabernáculo de la Manzana del Templo y la Universidad Brigham Young, los miembros de la iglesia conforman el 60 % de la población.

## Historia

### Fundación

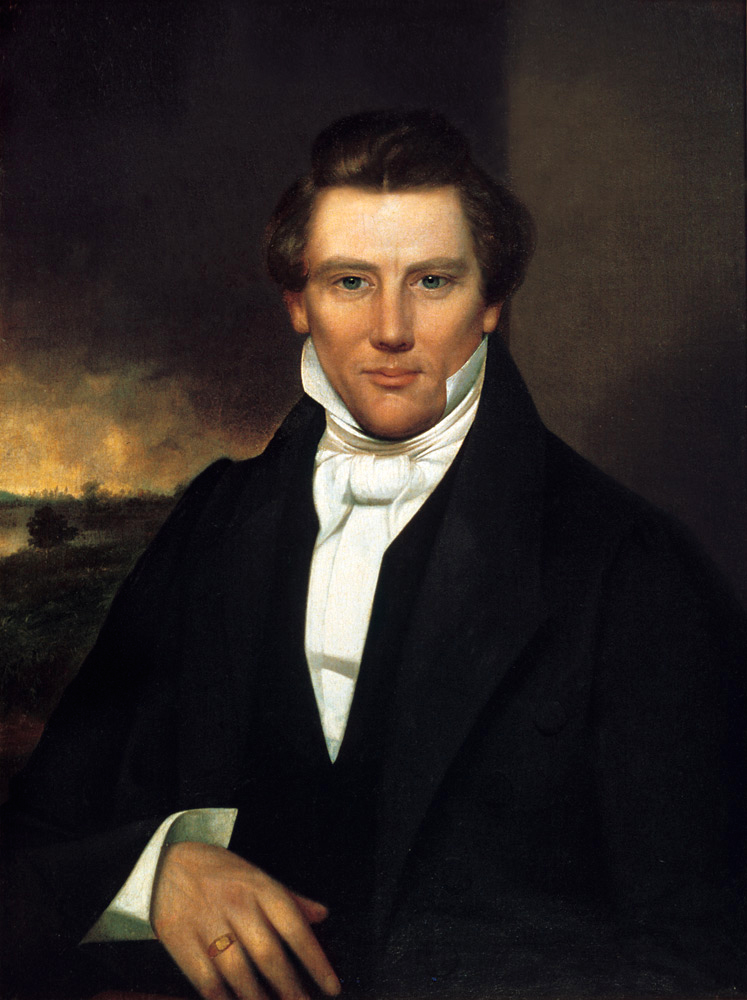
Joseph Smith alrededor de 1842.

La iglesia fue fundada por Joseph Smith el 6 de abril de 1830 en la región occidental del estado de Nueva York, bajo el nombre de La Iglesia de Jesucristo. Los conversos iniciales fueron atraídos a la iglesia por el recién publicado Libro de Mormón que afirma contar la historia de los antiguos habitantes de las Américas y una visita personal de Jesucristo después de su resurrección.
Muchos Santos de los Últimos Días empiezan la historia de su fundación contando lo que denominan la Primera Visión. En 1820 Smith dijo, en la localidad de Palmyra, Nueva York, que Dios y Jesucristo se habían puesto en contacto con él como respuesta a su oración en la que pedía por el estado de su alma. Smith dice que en la visión Jesucristo perdonó sus pecados y le dijo que desaprobara y considerara como falsos todos los credos de las iglesias existentes hasta entonces. Entre 1832 y 1842, Smith escribió por lo menos cuatro relatos acerca de la Primera Visión. Estos relatos son similares en muchos aspectos, pero difieren tanto en sus énfasis como en algunos detalles. El relato de 1838 fue publicado en Perla de gran precio, uno de los libros canónicos de la iglesia.

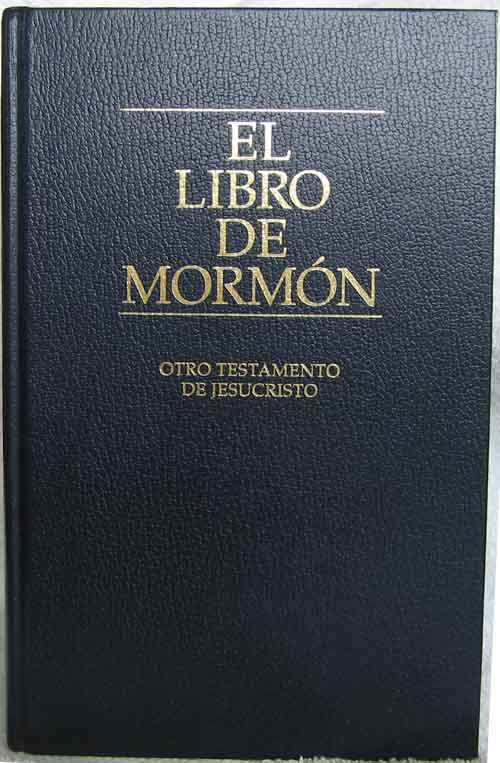
El Libro de Mormón, publicado en 1830, es uno de los libros sagrados de la Iglesia SUD.

Smith también dijo que el 21 de septiembre de 1823 recibió una segunda visión, donde un ángel llamado Moroni, le indicó que sobre una colina cercana a Palmyra encontraría enterrados unos manuscritos en planchas de oro, los cuales serían un compendio de profetas pertenecientes a la América antigua. Tales escritos, redactados en egipcio reformado, habría sido supuestamente traducidos por Smith gracias a unas piedras de vidente denominadas Urim y Tumim. Este libro, denominado Libro de Mormón, constituye uno de los textos canónicos de la religión. Smith, con la ayuda de Martin Harris, Oliver Cowdery y David Whitmer, publicó el libro por primera vez en 1830 en inglés. La primera traducción al español y otros idiomas apareció en 1886.

### Migraciones y luchas

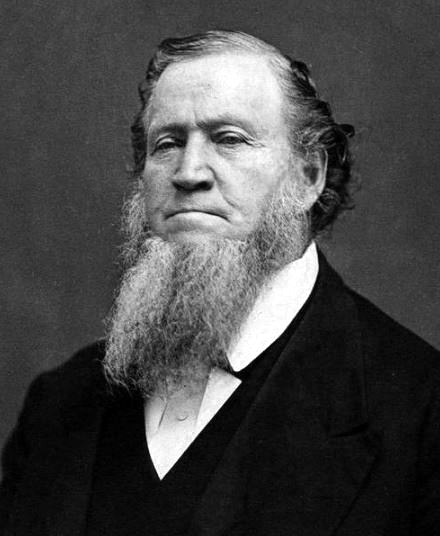
Brigham Young dirigió la iglesia desde 1844 hasta su muerte, en 1877.

En 1831, Smith y sus primeros fieles se mudaron a Kirtland, Ohio, y establecieron un asentamiento en el Condado de Jackson, Misuri, donde pensaban establecer sus cuarteles generales. Sin embargo, en 1833 los colonos de Misuri los expulsaron violentamente y los miembros de la Iglesia fracasaron en su subsiguiente operación paramilitar para recuperar la tierra. A pesar de lo anterior, la Iglesia consiguió expandirse durante un tiempo en Kirtland, pero debió irse de allí abruptamente en 1838, luego de un escándalo económico que provocó diversas desafecciones y por el cual Smith debió enfrentar varias demandas por enriquecimiento indebido y la creación de un banco ilegal. Smith reagrupó al resto de sus seguidores en un asentamiento denominado Far West, en Misuri, donde las tensiones con los antiguos colonos escalaron hasta llegar a conflictos violentos.
En 1839 los miembros de la iglesia se instalaron en la ribera del río Misisipi, donde fundaron la ciudad de Nauvoo, la cual comenzó a crecer rápidamente gracias al asentamiento de nuevos conversos traídos por los misioneros de la iglesia. Por esta época, Joseph Smith comenzó a introducir la poligamia entre sus más allegados y a establecer nuevas ceremonias que supuestamente permitían a los justos convertirse en dioses.
Joseph Smith y su hermano Hyrum fueron asesinados el 27 de junio de 1844 mientras se encontraban detenidos en una cárcel de Carthage, Illinois. Debido a que Hyrum era el sucesor designado de Smith, se desató una crisis de sucesión que provocó varios cismas en la iglesia y de la que surgiría Brigham Young como líder de la mayoría de los miembros, primero radicado en Nebraska, y desde 1847 en Utah. Las principales ramas del Movimiento de los Santos de los Últimos Días que surgieron fueron las siguientes:
La doctrina de la poligamia impulsada originalmente por Smith se formalizó públicamente en 1852. Diez años después se comenzaron a promulgar en Estados Unidos diversas leyes en contra de esta práctica. En 1885, el estado de Idaho la prohibió, decisión ratificada por el Tribunal Supremo de los Estados Unidos en 1890. De este modo, los miembros de la Iglesia perdieron su derecho a voto. Bajo el liderazgo del presidente de la Iglesia Wilford Woodruff, se declaró un manifiesto, actualmente incluido en Doctrina y convenios, en el que anunció oficialmente el término del matrimonio plural.

### SigloXX

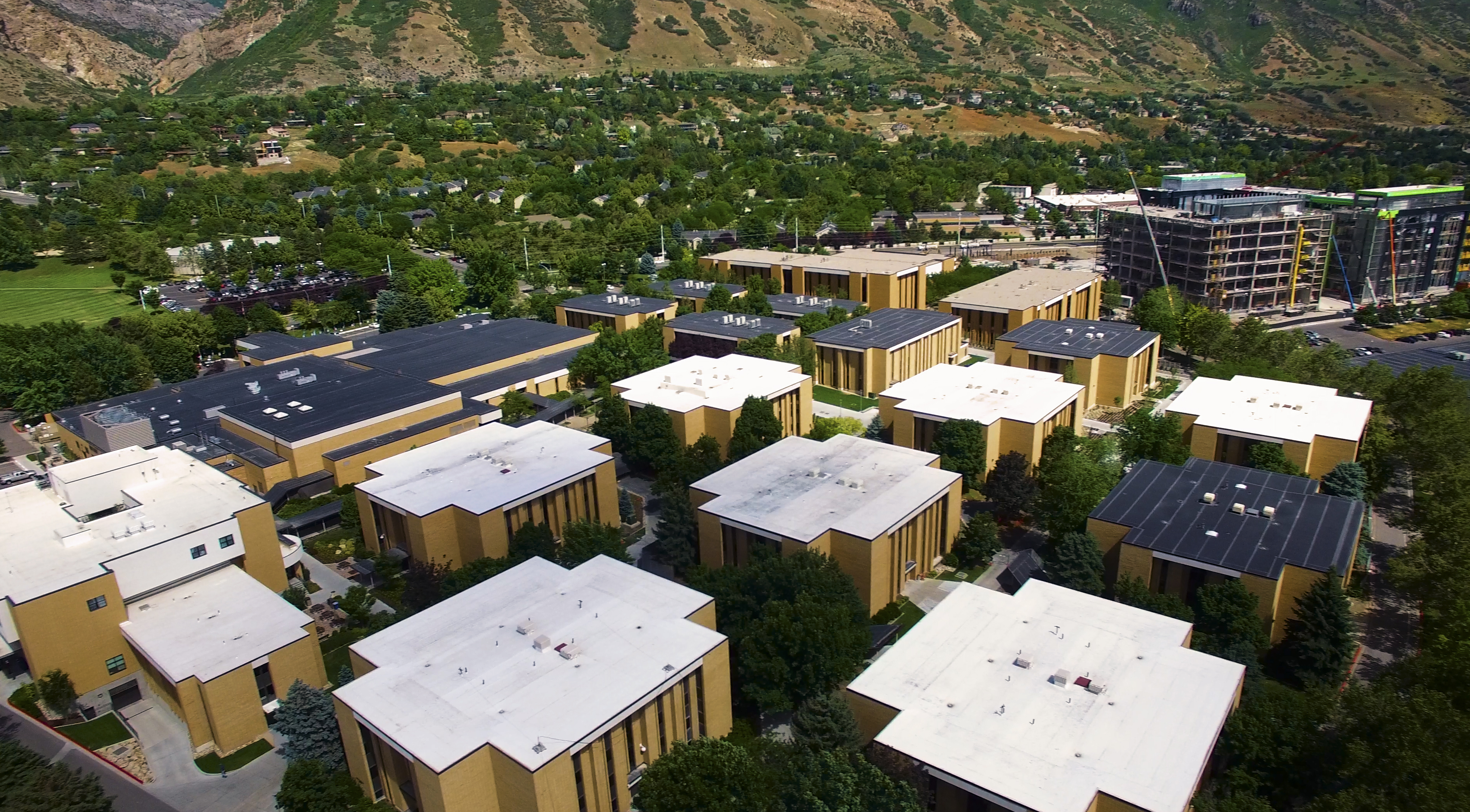
Entrada al MTC de Provo.

Tras la anexión de Utah a los Estados Unidos de América el 4 de enero de 1896 y estando bajo la aprobación y garantía de la Constitución de dicha nación, la Iglesia empezó a expandirse a estados vecinos, y posteriormente a todo el país. Actualmente ocupa el cuarto lugar en el amplio espectro religioso de los Estados Unidos. A mediados del siglo XX comenzó su expansión hacia América Latina y Europa. En la actualidad realiza un activo proselitismo en África, partes de Asia y Europa oriental.
Durante el siglo XX, la iglesia creció sustancialmente y se convirtió en una organización internacional, debido en parte a la expansión de los misioneros por todo el mundo. En el año 2000, la iglesia reportó 60 784 misioneros y la membresía global de la iglesia se situó en poco más de 11 millones. La membresía mundial superó los 16 millones en 2018. Un poco menos de la mitad de la membresía de la iglesia vive dentro de los Estados Unidos.
Se han producido varios cambios oficiales en la organización durante la era moderna. En 1978, la iglesia revirtió su política anterior de excluir del sacerdocio a los hombres negros de ascendencia africana, que había estado vigente desde 1852; Ahora se pueden ordenar al sacerdocio miembros de todas las razas. También hay cambios periódicos en la estructura y organización de la iglesia, principalmente para acomodar el crecimiento de la organización y su creciente presencia internacional. Por ejemplo, desde principios del siglo XX, la iglesia ha instituido un Programa de correlación del sacerdocio para centralizar las operaciones de la iglesia y ponerlas bajo una jerarquía de líderes del sacerdocio. Durante la Gran Depresión, la iglesia también comenzó a operar un sistema de bienestar de la iglesia y ha realizado esfuerzos humanitarios en cooperación con otras organizaciones religiosas, incluidos Catholic Relief Services y Muslim Aid, así como organizaciones seculares como la Cruz Roja Americana.
Durante la segunda mitad del siglo XX y principios del XXI, la iglesia respondió a varios problemas, entre ellos el aumento de la secularización y varios documentos históricos falsificados por Mark Hofmann.
En agosto de 2018, el presidente de la iglesia, Russell M. Nelson, pidió a los miembros de la iglesia y a otras personas que dejaran de usar los términos «SUD», «mormón» y «mormonismo» para referirse a la iglesia, su membresía o su sistema de creencias, y en su lugar llamar a la iglesia por su nombre completo y oficial.

## Creencias y principios doctrinarios

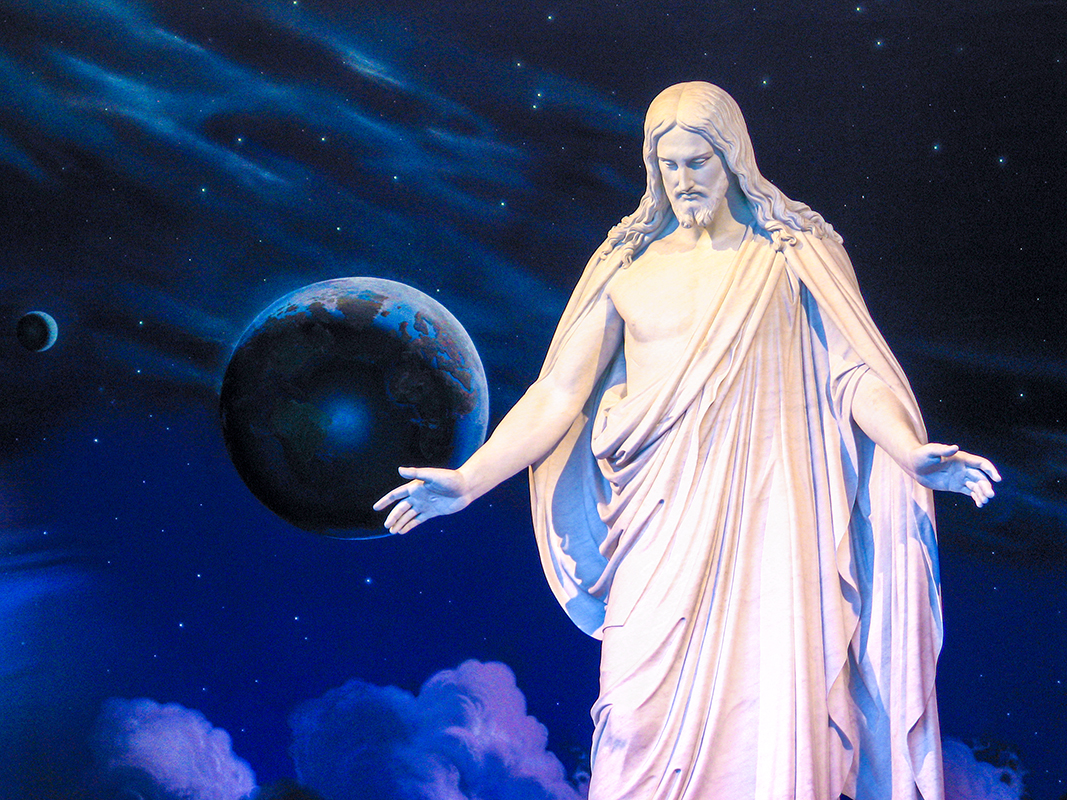
Estatua de Cristo en el Centro de Visitantes en la Manzana del Templo de Salt Lake City.

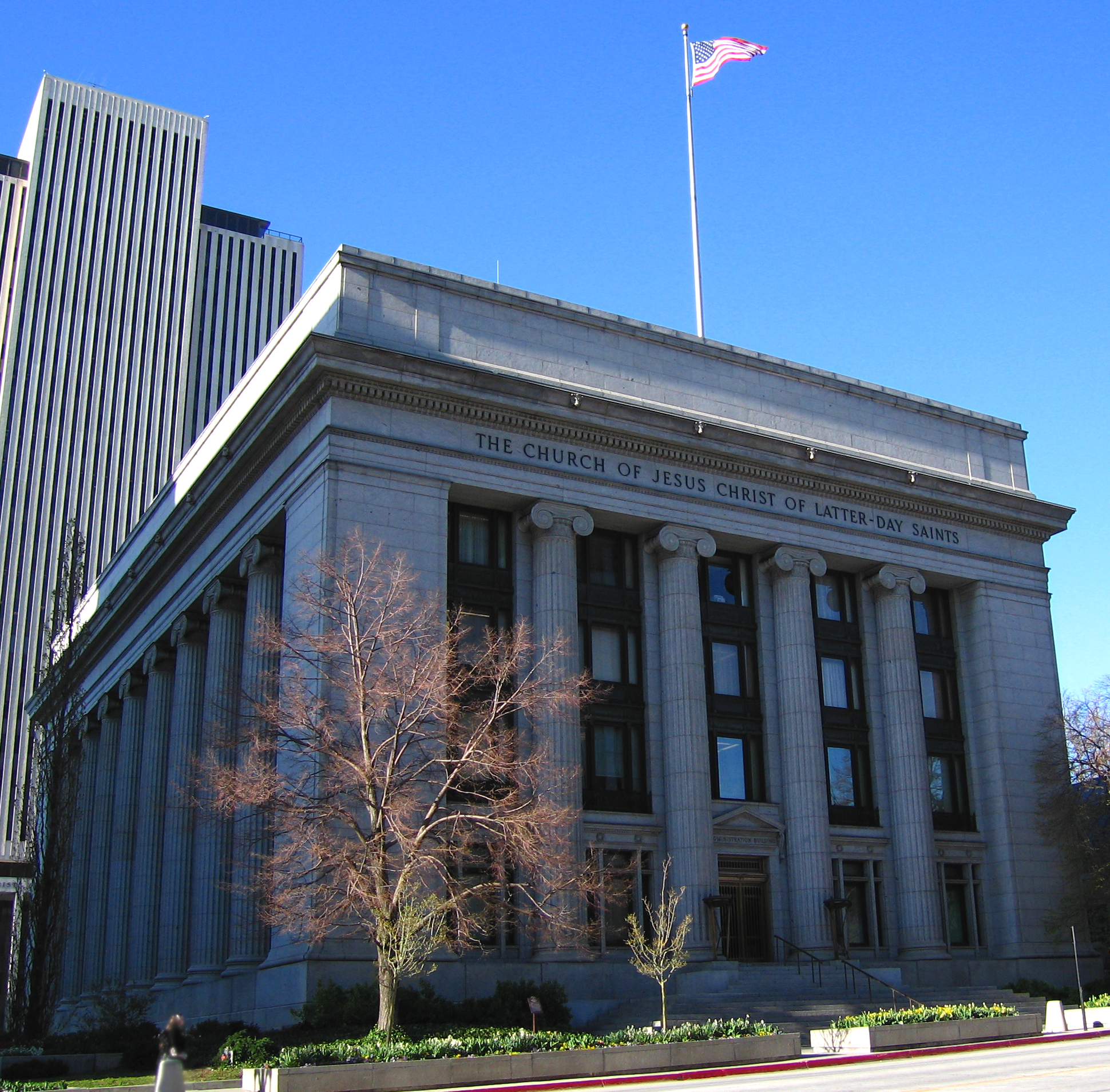
El Centro de Administración de La Iglesia de Jesucristo de los Santos de los Últimos Días en Salt Lake City.

Esta iglesia se considera a sí misma como «la única iglesia verdadera y viviente sobre la faz de toda la tierra».
Su fe se basa principalmente en la creencia de las enseñanzas de Jesucristo, y de que ellas fueron otorgadas por revelación divina al fundador Joseph Smith. Además de la Biblia (en su edición SUD), su cuerpo doctrinal se completa con los libros Libro de Mormón, Doctrina y convenios y Perla de gran precio, todos ellos publicados por Smith y considerados libros sagrados.
Los miembros de esta Iglesia creen en la Santísima Trinidad, en un plan divino y en la vida eterna, un estado de exaltación que se podrá conseguir luego del Juicio Final mediante una vida basada en la fe, la obediencia de los mandamientos, el arrepentimiento, el bautismo por inmersión y la confirmación por imposición de manos. Esta vida eterna se viviría en familia, y aquellos que la logren podrían tener en el Cielo hijos espirituales. Los miembros de la Iglesia de Jesucristo de los Santos de Los Últimos Días creen en un Dios cristiano de cuerpo tangible, que eligió a Jesucristo como su primer hijo antes de la creación del mundo y a partir de ahí creó al resto de los seres humanos a su imagen y semejanza. Su trono, además, se encontraría cercano a una estrella o planeta denominado Kólob.
Sus doctrinas y convenios litúrgicos están documentados en el libro Doctrina y convenios, publicado por Smith en 1835. Entre sus doctrinas importantes está la Palabra de sabiduría, la cual describe el código de salud recomendado por la Iglesia. De acuerdo con esta doctrina, los miembros de la Iglesia deben privarse completamente del consumo de alcohol, café, té y tabaco, así como del uso y tráfico de drogas ilícitas. También se incluyen recomendaciones dietéticas, en las que por ejemplo se desaconseja el abuso de la carne.
La Iglesia de Jesucristo de los Santos de los Últimos Días se opone a la homosexualidad; sin embargo se acepta a los homosexuales siempre y cuando permanezcan castos. También considera un pecado el aborto inducido; no obstante, acepta el aborto de manera excepcional cuando la fecundación es provocada por violación o incesto, cuando la vida de la madre está en peligro o cuando el feto padece graves defectos que le impedirán vivir después de nacer. Esta Iglesia no prohíbe el saludo a la bandera ni el servicio militar, y formenta la obediencia a las leyes del país.

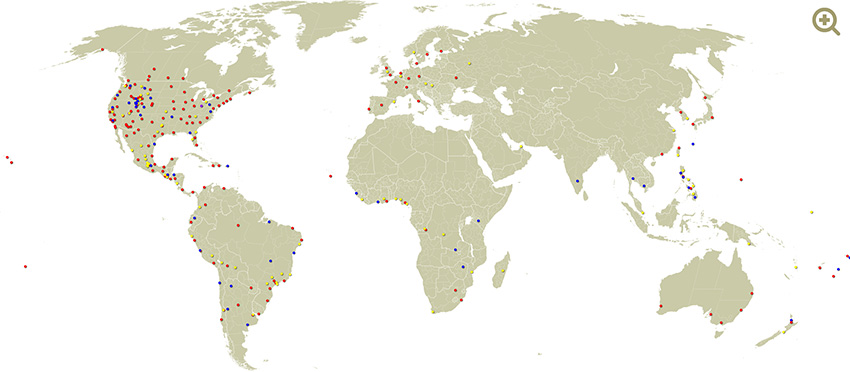
Localización de los templos SUD en el mundo. Los puntos rojos indican los actualmente operativos, los azules en construcción, los amarillos aquellos que han sido anunciados y en morado los que están en renovación.

Desde los comienzos de esta Iglesia, Joseph Smith permitió y practicó la poligamia, práctica que fue compartida y difundida por otros líderes de la iglesia como Brigham Young y Heber C. Kimball, y que todavía se practica en algunas iglesias pertenecientes al Movimiento de los Santos de los Últimos Días; sin embargo a los miembros de La Iglesia de Jesucristo de los Santos de los Últimos Días contemporánea se les prohíbe practicar la poligamia o matrimonio plural. Los miembros de la iglesia además celebran en sus templos una ceremonia denominada «sellamiento eterno», un matrimonio que se supone durará por la eternidad, y no solo hasta que la muerte separe a los cónyuges.[cita requerida] Una ceremonia de vínculo eterno análoga se realiza para los hijos con sus padres.

La construcción de templos SUD alcanzó su apogeo el año 2000, bajo Gordon B. Hinckley.

Dentro de sus templos visten un tipo especial de ropa interior de color blanco, a la que denominan gárments. Allí también se realiza el «bautismo vicario» (realizado en nombre de sus antepasados ya fallecidos) y otras ordenanzas como la confirmación, matrimonio y sacerdocio, pero destinadas a familiares fallecidos.

## Organización y financiamiento

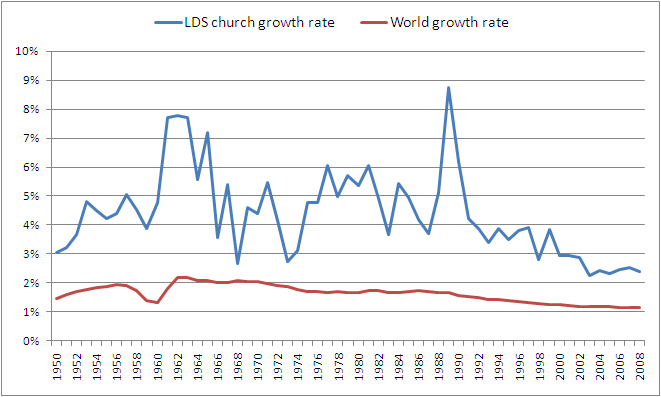
Variación del crecimiento de la membresía de la Iglesia SUD (azul) con respecto al crecimiento mundial (rojo) desde 1950.

La Iglesia de Jesucristo de los Santos de los Últimos Días recauda fondos mediante diezmos y ofrendas votivas de ayuno. Las ofrendas consisten en donar el dinero utilizado en dos comidas (almuerzo y cena) al mismo tiempo que se ayuna; se recaudan cada primer sábado o domingo de mes y es utilizado para beneficencia. De acuerdo con la revista de negocios BusinessWeek, un estudio realizado por Ryan Cragun, profesor de sociología en la Universidad de Tampa, calculó en 2012 que la Iglesia recibía anualmente alrededor de ocho mil millones de dólares por concepto de diezmo entre sus miembros, y que tenía un valor de aproximadamente cuarenta mil millones de dólares. Los diezmos son utilizados para la construcción y mantenimiento de los edificios de la iglesia (Templos, capillas, etc.), financiar actividades locales de los miembros, apoyar programas de la iglesia, financiar la obra misional, entre otros.
La Iglesia es dirigida por un sacerdocio conformado exclusivamente por varones, y que se dividen en dos tipos: el Sacerdocio de Melquisedec y el Sacerdocio aarónico o levítico. En cuanto a sus misioneros, la mayoría tiene entre dieciocho y veintiún años de edad y su actividad proselitista dura dos años para los hombres, un año y medio para las mujeres, y tres años para los matrimonios mayores. Los centros de capacitación misional se encuentran en Provo (Estados Unidos), San Pablo (Brasil), Bogotá (Colombia), Preston (Inglaterra), CDMX (México), Auckland (Nueva Zelanda), Lima (Perú), Manila (Filipinas), Acra (Ghana) y Johannesburgo (Sudáfrica).
Los miembros de la iglesia se reúnen cada semana en lugares que la membresía denomina «capillas», en ellas llevan a cabo sus servicios que consisten en una primera reunión donde se reparte pan y agua («La Santa Cena»), y los mismos miembros de la localidad pronuncian discursos sobre diferentes temas. Posteriormente se reúnen dependiendo de su edad y sexo en diferentes organizaciones.

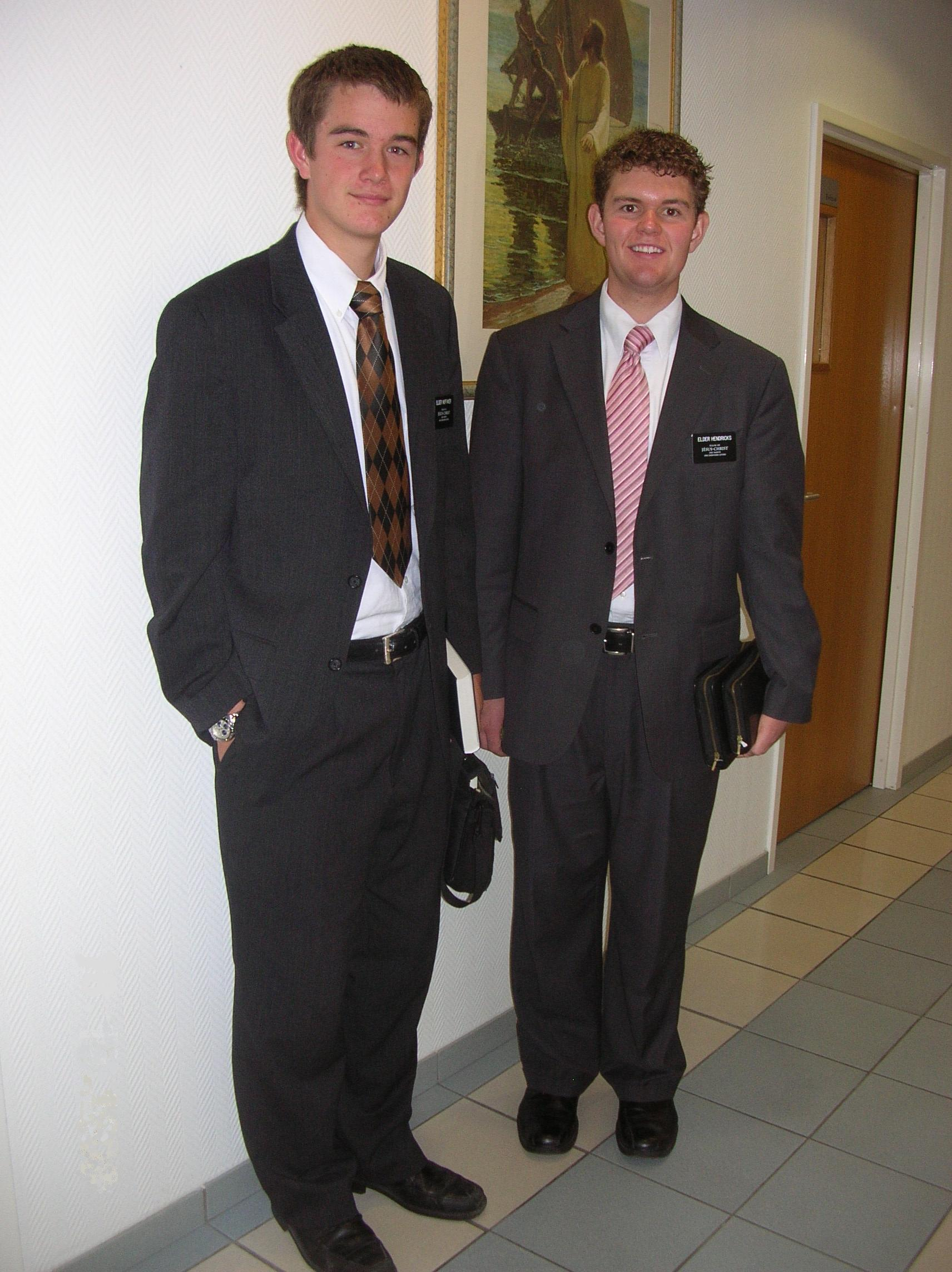
Dos jóvenes misioneros, conocidos como «élderes».

Otro lugar de adoración de los miembros de la iglesia, son sus característicos templos, muchos de los cuales comparten una arquitectura en común. A estos templos solo pueden ingresar personas bautizadas en la Iglesia y previa obtención de un documento oficial de dos años de duración otorgado por dos autoridades: un obispo y un presidente de estaca. Una característica distintiva de su arquitectura es la presencia de una estatua dorada en la punta más alta de cada edificio, la cual representa al ángel Moroni. Actualmente hay 172 templos en funcionamiento, 50 en construcción, 4 en renovación y han sido anunciados otros 89 templos; estos edificios se encuentran distribuidos por todos los continentes del mundo.
En marzo de 2014 el portal web de La Iglesia de Jesucristo de los Santos de los Últimos Días ocupó el puesto número dos en sitios religiosos visitados en el mundo, según el contador Alexa.
En febrero de 2023, la Iglesia fue multada por cinco millones de dólares por utilizar empresas para evadir impuestos.

## Controversias y críticas
La Iglesia de los Santos de los Últimos Días ha sido objeto de críticas desde sus primeros años en Nueva York y Pensilvania. A finales de la década de 1820, las críticas se centraron en la afirmación de Joseph Smith de haber sido conducido a un conjunto de planchas de oro de las que supuestamente se tradujo el Libro de Mormón.
En la década de 1830, la Iglesia fue criticada por el manejo de Smith de una quiebra bancaria en Kirtland, Ohio. Después de que los mormones emigraron al oeste, hubo temor y sospecha sobre el poder político y militar de la Iglesia de los Santos de los Últimos Días en Misuri, que culminó en la Guerra Mormona de 1838 y la Orden de Exterminio Mormón (Orden Ejecutiva 44 de Misuri) por el gobernador Lilburn Boggs. En la década de 1840, las críticas a la iglesia incluyeron sus aspiraciones teocráticas en Nauvoo, Illinois. Las críticas a la práctica del matrimonio plural y a otras doctrinas enseñadas por Smith se publicaron en el Nauvoo Expositor. La oposición condujo a una serie de acontecimientos que culminaron con la muerte de Smith y su hermano mientras estaban encarcelados en 1844.
Cuando la iglesia comenzó a practicar abiertamente la poligamia bajo Brigham Young durante la segunda mitad del siglo XIX, la iglesia se convirtió en el blanco de las críticas a nivel nacional por esa práctica, así como por las aspiraciones teocráticas de la iglesia en el territorio de Utah. En 1852, Young introdujo políticas que discriminaban a los hombres y mujeres negros de ascendencia africana, que no se revirtieron hasta 1978. A partir de 1857, la iglesia también fue objeto de importantes críticas por parte de los medios de comunicación tras la masacre de Mountain Meadows en el sur de Utah.
Los críticos académicos han cuestionado la legitimidad de Smith como profeta, así como la autenticidad histórica del Libro de Mormón y varios puntos de crítica del Libro de Abraham. Las críticas se han ampliado para incluir afirmaciones de revisionismo histórico, homofobia, racismo y políticas sexistas. Entre los críticos notables del siglo XX se encuentran Jerald y Sandra Tanner y la historiadora Fawn Brodie.
La falta de transparencia de la Iglesia sobre sus finanzas ha suscitado críticas por quienes consideran que las prácticas de la Iglesia son demasiado secretas. La revelación del fondo de 100 000 millones de dólares controlado por la Iglesia ha suscitado críticas de que la riqueza de la Iglesia puede ser excesiva. Los comentaristas críticos han afirmado que la Iglesia utiliza su estructura corporativa para «optimizar su gestión de activos y capital moviendo el dinero y los activos entre [sus] negocios exentos de impuestos y los regulares como préstamos, donaciones o inversiones».

### Homosexualidad
Los puntos de vista de la Iglesia sobre las minorías sexuales también han recibido críticas, como las peticiones de 2008 de los principales líderes a los fieles para que donaran tiempo y dinero en la campaña a favor de la Proposición 8 de California contra el matrimonio entre personas del mismo sexo, lo que provocó un acalorado debate y protestas por parte de las organizaciones de derechos de los homosexuales y otras. En 2009, la Iglesia expresó su apoyo a una ordenanza de Salt Lake City que protegía a los gays y lesbianas contra la discriminación en el empleo y la vivienda, pero quería una excepción para las instituciones religiosas de esta ordenanza. En noviembre de 2015 se produjo una nueva controversia, cuando la iglesia cambió sus orientaciones a los líderes laicos sobre las uniones entre personas del mismo sexo y sobre los hijos menores que viven en el hogar de un padre o madre con una relación del mismo sexo, ya sea natural o adoptada. En abril de 2019, la iglesia dio marcha atrás en esta política, citando los esfuerzos para ser más aceptante con personas de todo tipo de orígenes.